# Шал
Шал е квадратно или дълго правоъгълно парче плат, което обикновено се носи около врата, за да задържа топлината, като моден атрибут или поради религиозни причини. Съществуват мъжки и женски шалове.
Думата шал (шарф, скарф) произхожда от древноеврейски שרף, което означава отровна змия, серафим (зъл дух).
В студените страни са популярни плетените вълнени шалове, защото топлят най-много.
По време на социализма чавдарчетата носят сини копринени шалчета около врата, а пионерите носят червени. Скаутите също носят шалове около врата като част от униформата.
В Англия съществува традиция всеки колеж да има свои шалове с отличителни цветове. Друга традиция, която също започва от Англия е почитателите на даден футболен отбор да носят на мачовете шалчета с цветовете и дори името на любимия си отбор.
Някои шалове имат ресни накрая. Традиционните руски шалове са големи квадратни парчета плат с изображения на цветя.